# 舒庄乡
舒庄乡，是中华人民共和国河南省周口市商水县下辖的一个乡镇级行政单位。

## 行政区划
舒庄乡下辖以下地区：
舒庄村、三所楼村、王一候村、东魏庄村、乔庄村、便宜张村、大朱庄村、小朱庄村、杜店村、西王楼村、杨集村、汾河村、府里庄村、扶苏寺村、訾楼村、胡庄村、吴庄村、郭大寨村、魏木营村、胡林庄村、杜谭村、钟镇仓村、王棚村、路楼村、文庄村、大张村、高庄村、西杨庄村和北王张村。